# Ольшевский, Николай Михайлович
Николай Михайлович Ольшевский (27 января 1920, Киевская область — 22 августа 1944) — командир танка 26-й гвардейской танковой бригады 2-го гвардейского танкового корпуса 2-го Белорусского фронта, гвардии младший лейтенант.

## Биография
Родился 27 января 1920 года в городе Сквира Киевской области. В 1940 году призван в ряды Красной Армии. В боях Великой Отечественной войны с 1941 года. Воевал на Западном, Брянском и 2-м Белорусском фронтах.
В июне 1944 года шли бои за овладение Оршей. 2-й танковый корпус получил задачу: перерезать железную дорогу Орша — Лепель и перехватить Минскую автомагистраль. Танковый батальон, в составе которого действовал экипаж младшего лейтенанта Н. М. Ольшевского, подошёл к селу Кисели и здесь был остановлен огнём противника. Командир батальона по радио приказал Н. М. Ольшевскому разведкой боем выяснить обстановку. Танк Н. М. Ольшевского на полной скорости понёсся на врага, скользящим таранным ударом в заднюю моторную часть вывел вражеский танк из строя, тот вспыхнул и задымил. Несколько правее Н. М. Ольшевский увидел в укрытии самоходное орудие, так же быстро расправился с ним и затем ворвался в село. По улице шла колонна вражеских автомашин с пехотой. Н. М. Ольшевский направил танк на головную машину. Огнём и гусеницами он уничтожил 8 автомашин с гитлеровцами. Дорога батальону была расчищена.
Своим героическим подвигом экипаж Н. М. Ольшевского обеспечил выполнение задачи не только батальона, но и всей бригады. 27 июня 1944 года Орша была освобождена. Минская автомагистраль перехвачена.
В одном из дальнейших боёв экипаж Н. М. Ольшевского вплотную подошёл к вражеским позициям. Ведя огонь, танкисты с ходу ворвались в расположение врага, круша его огнём и гусеницами. 12 пушек, 4 миномёта, 7 тягачей, 40 автомашин, 60 повозок — результат стремительной атаки.
В августе 1944 года при освобождении Литвы от немецко-фашистских захватчиков Николай Михайлович Ольшевский был тяжело ранен и 22 августа 1944 года скончался от ран. Похоронен в Вильнюсе, на созданном в 1951 году на Антакальнисском кладбище мемориальном ансамбле в память о советских воинах Великой Отечественной войны.
Указом Президиума Верховного Совета СССР от 24 марта 1945 года за мужество и отвагу, проявленные в боях с немецко-фашистскими захватчиками, младшему лейтенанту Николаю Михайловичу Ольшевскому посмертно присвоено звание Героя Советского Союза.
Награждён орденом Ленина. Именем Героя названа улица в Минске.
В 2023 году имя Н. М. Ольшевского присвоено средней школе  № 81 г. Минска. ￼